# Big Mac (videogioco)
Big Mac, chiamato anche More Adventures of Big Mac the Mad Maintenance Man sulle copertine o Big Mac: The Mad Maintenance Man nella schermata dei titoli del C64, è un videogioco a piattaforme pubblicato nel 1985 per Commodore 64 e nel 1986 per Commodore 16 dalla Mastertronic. Si controlla Big Mac, definito il "manutentore matto" nel sottotitolo, e si devono raggiungere interruttori evitando pericoli meccanici all'interno di un impianto surreale.
Un seguito non ufficiale, Big Mac II, differente soltanto nella conformazione dei livelli, venne realizzato come freeware per Commodore 16.

## Trama
Secondo il manuale, il protagonista è un agente segreto, con nome in codice Big Mac, che si finge manutentore per disattivare la centrale elettrica nemica. I sistemi di sicurezza della centrale comunque rilevano un'intrusione e si attivano, sigillando anche l'aria nelle stanze.

## Modalità di gioco
Si controlla un omino con berretto attraverso una serie di livelli a piattaforme, con visuale bidimensionale laterale a schermata fissa. Solo su Commodore 16 gli scenari sono composti da blocchi con lieve effetto di tridimensionalità.
I comandi su Commodore 64 sono camminare a destra e sinistra, saltare, salire e scendere scale e corde verticali. Su Commodore 16 sono limitati a destra e sinistra e salto, non essendo presenti elementi su cui arrampicarsi direttamente.
Lo scopo di ogni livello è commutare tutti gli interruttori presenti e infine raggiungere l'uscita. Spesso gli interruttori hanno effetti visibili sullo scenario, ad esempio aprono barriere che bloccano dei passaggi, rendendo possibile il proseguimento. Per questo può essere necessario commutare gli interruttori in una sequenza ben determinata. Su Commodore 16 i primi livelli non hanno interruttori, si va direttamente all'uscita.
Bisogna evitare diversi pericoli, che al contatto fanno perdere una vita e ricominciare il livello da capo. Possono esserci stantuffi che schiacciano, cannoni che sparano, pavimenti letali, oggetti mobili letali, piattaforme che si dissolvono standoci sopra. Le cadute dall'alto sono di per sé innocue. Altri possibili elementi degli scenari includono ascensori e nastri trasportatori. Solo su Commodore 64 possono esserci anche oggetti da raccogliere per avere bonus di punteggio.
Ogni livello ha un tempo limite, rappresentato da un indicatore dell'aria rimasta nella stanza, che si consuma costantemente. 
Al completamento di ogni livello si vince una vita, fino a un massimo di 9 vite su Commodore 64 e 4 su Commodore 16, e si riceve un punteggio bonus, che diminuisce in proporzione al tempo impiegato.
I livelli sono 18 su Commodore 64 e 15 su Commodore 16, e hanno conformazione del tutto diversa tra le due versioni. Su Commodore 16 c'è la possibilità di ricominciare le partite dall'ultimo livello raggiunto.

## Colonna sonora
La versione Commodore 64 ha per tema musicale il Preludio e fuga a 3 voci in re minore (BWV 875) dal secondo libro de Il clavicembalo ben temperato di Johann Sebastian Bach.
La versione Commodore 16 ha un accompagnamento differente, e presente soltanto nella schermata dei titoli, non durante il gioco.

## Sviluppo
Entrambe le versioni sono accreditate a Tony Kelly, ma sono molto differenti.
La rivista Commodore Computer Club notò come la versione per Commodore 16 fosse stata realizzata sfruttando più di una tecnica: alta risoluzione, caratteri ridefiniti, movimento graduale per singolo pixel di grosse porzioni del video, creazione del personaggio e del punteggio utilizzando due caratteri sovrapposti.

## Accoglienza
Big Mac fu discretamente apprezzato dalla critica britannica e italiana, in entrambe le sue versioni. Qualche rivista fece notare la sua scarsa originalità, in quanto si trattava di un tipico platform alla Manic Miner come tanti già visti. In ogni caso, la realizzazione venne considerata buona o perlomeno decente, soprattutto in rapporto al suo basso prezzo, tipico delle edizioni Mastertronic.
Un raro giudizio molto negativo sull'interesse del gioco venne da Commodore User, che consigliava di spendere di più per qualcosa di meglio.
In retrospettiva Retro Gamer ritiene avvincente la versione Commodore 16, e in grado di rivaleggiare con quella del più potente Commodore 64.